# Edmund Wetzel
Edmund Wetzel (* 25. Januar 1907 in Göppingen; † nach 1991) war ein deutscher Richter.

## Leben
Wetzel studierte von 1925 bis 1930 Rechtswissenschaften in Tübingen und Freiburg. Er war Mitglied der katholischen Studentenverbindungen KStV Rechberg Tübingen, KStV Alamannia Tübingen und KStV Neuefels Freiburg im KV. 1933 legte er die zweite Justizdienstprüfung ab.
Zwischen 1942 und 1945 arbeitete Wetzel für die NS-Militärjustiz und wirkte an Todesurteilen mit. Trotzdem wurde er nach dem Zweiten Weltkrieg wieder als Richter eingestellt, wie die Dauerausstellung „NS-Justiz in Stuttgart“ im Landgericht Stuttgart aufzeigt. Als möglicher Grund dafür wird der Personalmangel in der Justiz zu dieser Zeit genannt.
1958 wurde Wetzel als Präsident an das Landgericht Ulm berufen, um den Ulmer Einsatzgruppen-Prozess zu leiten. Dieser gilt als der erste große Prozess gegen nationalsozialistische Täter vor einem deutschen Strafgericht. In der Urteilsbegründung sagte Wetzel: „Unsere Aufgabe muss sein, Recht zu sprechen und Licht in das Dunkel der Vergangenheit zu bringen.“ Von 1964 bis 1972 war Wetzel Präsident des Landgerichts Stuttgart. 
Am 16. Juli 1964 wurde Wetzel mit 88 von 91 Stimmen vom Landtag von Baden-Württemberg zum stellvertretenden Richter am Staatsgerichtshof für das Land Baden-Württemberg gewählt. Er amtierte bis 1973.
1973 wurde Wetzel das Große Bundesverdienstkreuz der Bundesrepublik Deutschland verliehen.